# Carl Kühne

Carl Kühne 1893 als Corpsstudent

Carl Kühne (* 13. November 1871 in Neuwiese, Landkreis Goldberg in Schlesien; † 13. September 1956 in Borgholzhausen) war ein deutscher Ingenieur und Wegbereiter der modernen kommunalen Wasserversorgung von Großstädten und Ballungsgebieten.

## Leben
Carl Kühne begann zum Sommersemester 1890 an der Technischen Hochschule Berlin-Charlottenburg das Studium des Maschinenbaus und wurde im gleichen Semester beim Corps Saxonia-Berlin aktiv. Im Sommersemester 1891 rekonstituierte mit drei weiteren Berliner Corpsstudenten das damals suspendierte Corps Pomerania, das heutige Corps Pomerania-Silesia in Bayreuth.
Nach dem Examen trat er in den Staatsdienst, zunächst als Regierungs-Bauführer des Maschinenbaufachs. 1900 wurde er zum Regierungs-Baumeister ernannt. Von 1900 bis 1905 baute er Anlagen für die Charlottenburger Wasserwerke. Anschließend war er drei Jahre als Regierungsrat im Kaiserlichen Patentamt tätig, bevor er 1908 Direktor der Deutschen Wasserwerke AG in Berlin wurde. Nach der Auflösung der Deutschen Wasserwerke AG 1913 wurde er 1914 mit der Leitung der Berliner Städtischen Wasserwerke als Direktor beauftragt, die er bis 1937 innehatte. In diesen drei Jahrzehnten hatte er bestimmenden Einfluss auf die Gestaltung der Wasserversorgung Berlins, der damals größten Grundwasserversorgung der Erde mit einem allgemein ausgezeichneten Stand bezüglich technischer Verfügbarkeit und Leistungsfähigkeit, Organisation und hygienischer Qualität. Mit seinem Wirken wurde er zu einem Wegbereiter der modernen Wasserversorgung von Großstädten und Ballungsgebieten. Sein besonderes Anliegen war die Hervorhebung der hygienischen Vorzüge des Grundwassers sowie die Zusammenarbeit von Wissenschaft und Praxis der Wasserversorgungstechnik.
Er gehörte zu den führenden Persönlichkeiten der städtischen Wasserversorgung in Deutschland. Von 1922 bis 1925 war er Vorsitzender des märkischen Vereins von Gas- und Wasserfachleuten, von 1926 bis 1928 des Deutschen Vereins des Gas- und Wasserfachs e.V. (DVGW). An der Ausstellung Gas und Wasser, Berlin 1929 war er führend beteiligt. Auf seine Initiative wurde das Berliner Wasserwerksmuseum, das im Zweiten Weltkrieg bei Bombenangriffen zerstört wurde, in einem ehemaligen Maschinenhaus des Zwischenpumpwerks Westend errichtet. Weiterhin war er Mitglied des Technischen Ausschusses des Deutschen Städtetages.
Nach seiner Pensionierung lebte Carl Kühne krankheitshalber zurückgezogen mit seiner Frau in Borgholzhausen am Teutoburger Wald.

## Auszeichnungen
- 1929 wurde Carl Kühne zum Mitglied des Reichsgesundheitsrates[3] berufen.
- 1929 wurde er zum ordentlichen Mitglied der Preußischen Akademie des Bauwesens[4] berufen.
- 1930 wurde er mit der Bunsen-Pettenkofer-Ehrentafel des DVGW ausgezeichnet.[5]
- Von der TH Berlin-Charlottenburg wurde ihm 1933 in Anerkennung seiner Verdienste um die wissenschaftliche Förderung des Gebietes der städtischen Wasserversorgung die Würde eines Dr.-Ing. E. h. verliehen.
- 1938 wurde er Ehrenmitglied des DVGW.[6]
- Von der Technischen Nothilfe wurde er mit deren Plakette nebst Ehrenurkunde ausgezeichnet.